# Holland (pel·lícula)
Holland és una pel·lícula de thriller de misteri estatunidenca de 2025 dirigida per Mimi Cave, escrita per Andrew Sodroski i protagonitzada per Nicole Kidman, Gael García Bernal, Matthew Macfadyen i Jude Hill. S'ha subtitulat al català.
La pel·lícula es va estrenar al festival de cinema de South by Southwest el 9 de març de 2025 i es va estrenar a Amazon Prime Video el 27 de març de 2025.
A més de rodar a Holland (Michigan), incloent-hi els jardins de Windmill Island, el rodatge principal també va tenir lloc a Nashville, i l'actriu Rachel Sennott va haver de viatjar de Tennessee a South by Southwest a Austin per a l'estrena dels seus següents llançaments, el març de 2023.
El rodatge va tenir lloc des de principis de març fins al 7 de maig de 2023.